# Sapekhburto K'lubi Dinamo Batumi
Il Sapekhburto K'lubi Dinamo Batumi (in georgiano საფეხბურთო კლუბი დინამო ბათუმი?), meglio noto come Dinamo Batumi, è una società calcistica georgiana della città di Batumi. Milita nella Erovnuli Liga, la massima serie del campionato georgiano di calcio.
Ha vinto 2 campionati georgiani, una Coppa di Georgia e 2 Supercoppe di Georgia.

## Storia
Il club venne fondato a Batumi nel 1923. Nei primi anni il club disputò partite e tornei in ambito regionale georgiano. Nel 1936 prese parte alla prima edizione della Kubok SSSR, la coppa nazionale sovietica, raggiungendo i trentaduesimi di finale dove venne eliminato dalla Dinamo Tbilisi. Analogo risultato venne raggiunto nel 1937, mentre nelle due edizioni successive (1938 e 1939) raggiunse gli ottavi di finale.
Nel 1939 partecipò al campionato di Gruppa B, seconda serie sovietica, concludendo al tredicesimo posto. Nel 1960 tornò a disputare il secondo livello del campionato sovietico di calcio, partecipando al gruppo 1 della zona delle repubbliche. Mantenne la categoria negli anni successivi per poi essere ammesso alla terza serie per la stagione 1963, a seguito della riforma dei campionati. Nel 1966 tornò in seconda serie, ma una nuova riforma dei campionati nel 1969 lo fece retrocedere in terza serie.
Dopo quattordici stagioni consecutive disputate nella Vtoraja Liga, nel 1983 il Dinamo Batumi vinse il girone finale del campionato e venne promosso in Pervaja Liga, seconda serie nazionale. Mantenne la categoria per le sei stagioni successive, finché nel 1990, a causa della dissoluzione dell'Unione Sovietica abbandonò il campionato sovietico per partecipare al neonato campionato georgiano. Nello stesso anno cambiò denominazione in Sapekhburto K'lubi Batumi, per poi cambiare in Sapekhburto K'lubi Dinamo Batumi nel 1994.
Sin dai primi anni seppe porsi ai vertici della neonata Umaglesi Liga. Negli anni dal 1993 al 1997 raggiunse la finale della coppa nazionale per quattro volte, ma venendo sempre sconfitta dalla Dinamo Tbilisi. Il 1998 rappresentò per il Dinamo Batumi l'anno con i migliori risultati: secondo posto in Umaglesi Liga, vittoria della Sakartvelos tasi sulla Dinamo Tbilisi per 2-1 dopo i tempi supplementari, e vittoria della Sakartvelos Sup'ertasi sempre sulla Dinamo Tbilisi. Grazie alla vittoria della coppa nazionale nel 1998 e alle tre finali raggiunte nei tre anni precedenti, il Dinamo Batumi partecipò alla Coppa delle Coppe per quattro edizioni consecutive dal 1995-1996 al 1998-1999, raggiungendo i sedicesimi di finale nelle prime due edizioni e venendo eliminato nel turno preliminare nelle due successive.
Nei dieci anni successivi il Dinamo Batumi concluse i campionati di Umaglesi Liga nelle posizioni di metà classifica, finché al termine della stagione 2007-2008 chiuse al tredicesimo posto e venne retrocesso per la prima volta in Pirveli Liga. Nel 2012 tornò in Umaglesi Liga, ma vi rimase una sola stagione per essere poi nuovamente retrocesso in Pirveli Liga. Riconquistò la promozione l'anno seguente e al termine della stagione 2014-2015 concluse il campionato al secondo posto, guadagnando l'accesso alla UEFA Europa League per l'edizione 2015-2016. Nel 2016 la stagione di transizione al nuovo formato della Umaglesi Liga vide il Dinamo Batumi vincere gli spareggi per il terzo posto e per l'accesso alla UEFA Europa League.
Nella stagione 2021-2022 vincono il loro primo campionato nazionale con 5 punti di vantaggio sulla seconda. La stagione seguente partecipano così alla UEFA Champions League 2022-2023 partendo dal primo turno contro gli slovacchi dello Slovan Bratislava; all'andata finisce 0-0 mentre al ritorno il risultato si sblocca in favore dei georgiani solo durante il primo tempo supplementare. Gli avversari riescono però a pareggiare e a vincere al 123º minuto di gioco.

## Palmarès

### Competizioni nazionali
- Campionato georgiano: 2

2021, 2023
- Coppa di Georgia: 1

1998
- Supercoppa di Georgia: 2

1998, 2022
- Erovnuli Liga 2: 1

2018

### Altri piazzamenti
- Campionato georgiano:

Secondo posto: 1997-1998, 2019, 2020, 2022
Terzo posto: 1996-1997, 2014-2015, 2016
- Coppa di Georgia:

Finalista: 1992-1993, 1994-1995, 1995-1996, 1996-1997
Semifinalista: 1990, 1999-2000, 2006-2007, 2021
- Supercoppa di Georgia:

Finalista: 1996, 1997, 2023
Semifinalista: 2024
- Erovnuli Liga 2:

Secondo posto: 2011-2012, 2013-2014
Terzo posto: 2009-2010

## Statistiche

### Partecipazione alle competizioni UEFA
| Stagione  | Torneo             | Turno                   | Club        | Andata | Ritorno | Totale |
| --------- | ------------------ | ----------------------- | ----------- | ------ | ------- | ------ |
| 1995-1996 | Coppa delle Coppe  | Turno preliminare       | Obilić      | 1-0    | 2-2     | 3-2    |
| 1995-1996 | Coppa delle Coppe  | Sedicesimi di finale    | Celtic      | 2-3    | 0-4     | 2-7    |
| 1996-1997 | Coppa delle Coppe  | Turno preliminare       | HB Tórshavn | 6-0    | 3-0     | 9-0    |
| 1996-1997 | Coppa delle Coppe  | Sedicesimi di finale    | PSV         | 1-1    | 0-3     | 1-4    |
| 1997-1998 | Coppa delle Coppe  | Turno preliminare       | Ararat      | 0-3    | 2-0     | 2-3    |
| 1998-1999 | Coppa delle Coppe  | Turno preliminare       | Partizan    | 0-2    | 1-0     | 1-2    |
| 2015-2016 | UEFA Europa League | Primo turno preliminare | Omonia      | 1-0    | 0-2     | 1-2    |
| 2017-2018 | UEFA Europa League | Primo turno preliminare | Jagiellonia | 0-1    | 0-4     | 0-5    |

### Statistiche nelle competizioni UEFA
Tabella aggiornata alla stagione 2024-2025.
| Competizione                  | Partecipazioni | G  | V | N | P | RF | RS |
| ----------------------------- | -------------- | -- | - | - | - | -- | -- |
| UEFA Champions League         | 2              | 4  | 1 | 1 | 2 | 3  | 5  |
| Coppa delle Coppe             | 4              | 12 | 5 | 2 | 5 | 18 | 18 |
| Coppa UEFA/UEFA Europa League | 3              | 5  | 1 | 0 | 4 | 1  | 10 |
| UEFA Europa Conference League | 4              | 12 | 3 | 4 | 4 | 16 | 11 |

## Organico

### Rosa 2019
Rosa come da sito ufficiale.
| N. |                    | Ruolo | Calciatore             |
| -- | ------------------ | ----- | ---------------------- |
| 1  | Georgia (bandiera) | P     | Oto Goshadze           |
| 2  | Brasile (bandiera) | D     | Alef                   |
| 3  | Nigeria (bandiera) | C     | Benjamin Teidi         |
| 4  | Georgia (bandiera) | D     | Guram Adamadze         |
| 5  | Georgia (bandiera) | D     | Giorgi Gadrani         |
| 6  | Georgia (bandiera) | C     | Tornike Gaprindashvili |
| 7  | Georgia (bandiera) | C     | Giorgi Kavtaradze      |
| 8  | Georgia (bandiera) | C     | Rati Tsatskrialashvili |
| 9  | Georgia (bandiera) | A     | Tato Abuselidze        |
| 10 | Georgia (bandiera) | C     | Vako Tevdoradze        |
| 11 | Georgia (bandiera) | A     | Giorgi Iluridze        |
| 12 | Georgia (bandiera) | P     | Mikheil Alavidze       |
| 13 | Ucraina (bandiera) | C     | Giuli Manjgaladze      |
| 14 | Georgia (bandiera) | A     | Nikoloz Sabanadze      |

| N. |                    | Ruolo | Calciatore             |
| -- | ------------------ | ----- | ---------------------- |
| 15 | Georgia (bandiera) | A     | Roman Tchanturia       |
| 16 | Brasile (bandiera) | C     | Flamarion              |
| 17 | Georgia (bandiera) | C     | Vladimer Mamuchashvili |
| 18 | Georgia (bandiera) | C     | Mate Kvirkvia          |
| 19 | Georgia (bandiera) | P     | Levan Shovnadze        |
| 22 | Georgia (bandiera) | C     | Giorgi Janelidze       |
| 23 | Georgia (bandiera) | D     | Kichi Meliava          |
| 24 | Georgia (bandiera) | D     | Malkhaz Gagoshadze     |
| 28 | Georgia (bandiera) | D     | Vazha Patsatsia        |
| 29 | Georgia (bandiera) | D     | Giorgi Navalovski      |
| 30 | Brasile (bandiera) | C     | Gabriel Ramos          |
| 33 | Georgia (bandiera) | D     | Lasha Chaladze         |
|    | Ucraina (bandiera) | P     | Maksym Kuchynskyi      |